# Rikspolischef
Rikspolischefen är myndighetschef för Polismyndigheten, som sorterar under Justitiedepartementet. Rikspolischefen är, jämte säkerhetspolischefen, den högsta polischefen i Sverige. Denna roll är den svenska motsvarigheten på det som oftast på engelska kallas Commissioner of Police.
Petra Lundh är från 1 december 2023 rikspolischef.

## Uppgifter och ansvar
Rikspolischefen är myndighetschef och högst ansvarig för Polismyndighetens verksamhet inför regeringen.
Polismyndigheten har en biträdande rikspolischef, som är ställföreträdande myndighetschef och anställs av regeringen. Till sin hjälp har vederbörande Rikspolischefens kansli som stöttar denne i strategisk rådgivning.
Enligt §2 i Polisförordningen har rikspolischefen vid tillämpning av lag eller förordning polismans befogenheter i kraft av ämbetet.

## Ämbetets historia

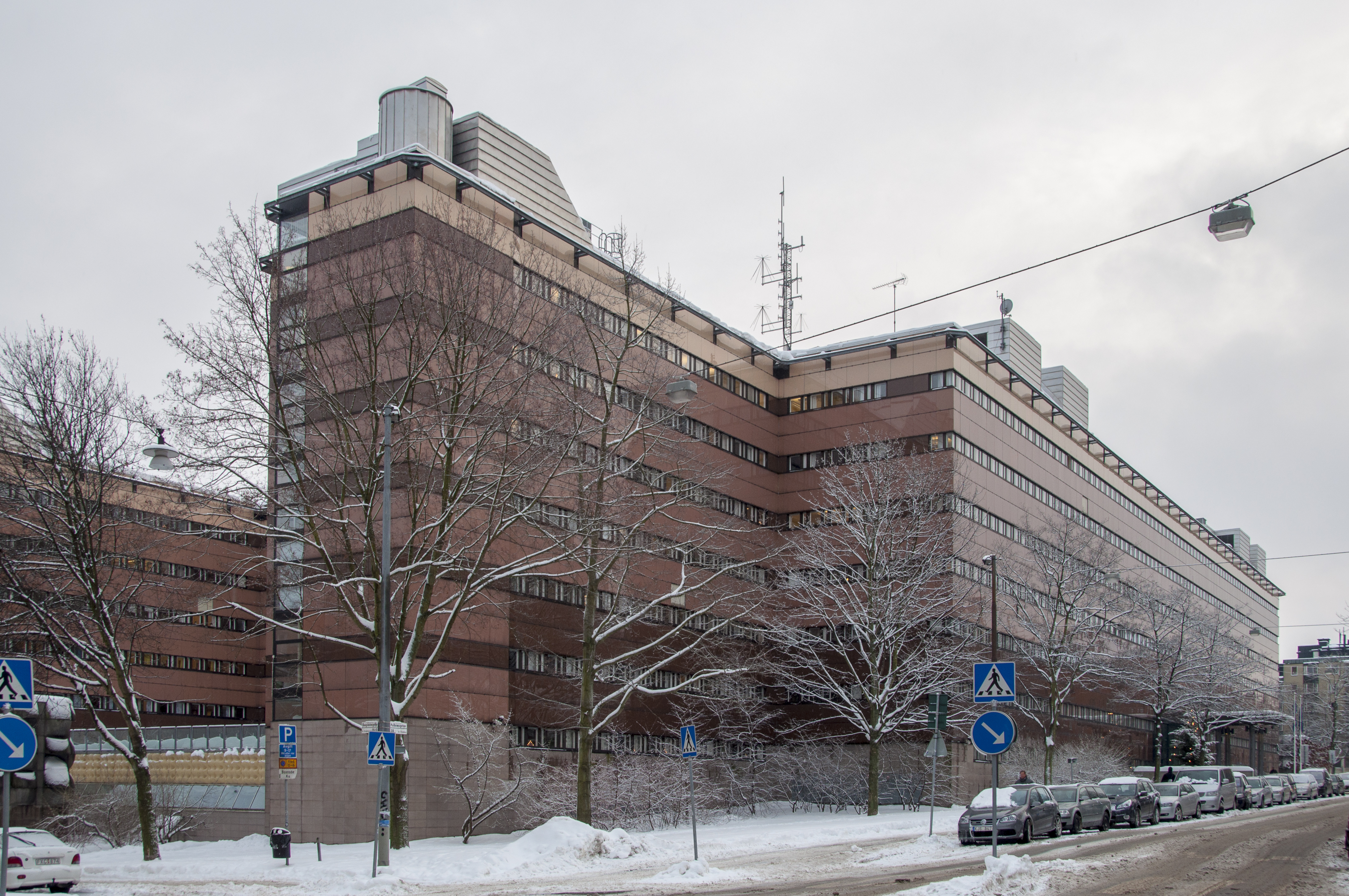
Skivhuset vid Polhemsgatan och Kronobergsparken, uppfört på 1970-talet, är ämbetssäte för rikspolischefen.

Vid 1962 och 1964 års riksdagar beslutades det att polisen i Sverige skulle förstatligas, vilket genomfördes den 1 januari 1965. I och med detta fick Sverige 119 polisdistrikt istället för 554. I samband med förstatligandet bildades Rikspolisstyrelsen (RPS) som samordnande myndighet för polisverksamheten och rikspolischefen tillsattes som dess myndighetschef. Rikskriminalpolisen och Säkerhetspolisen ingick i RPS samt RPS var också chefsmyndighet för Statens kriminaltekniska laboratorium.
1 januari 2015 omorganiserades polisväsendet, vilket innebar att Rikspolisstyrelsen (RPS) och 21 länspolismyndigheter slogs samman till Polismyndigheten. Rikspolischefen är sedan dess myndighetschef för Polismyndigheten. Säkerhetspolisen, som tidigare varit en del av RPS, blev 1 januari 2015 en helt fristående myndighet med en egen myndighetschef.

### Lista över rikspolischefer från 1964
Följande personer har tjänstgjort som myndighetschef med titeln rikspolischef vid Rikspolisstyrelsen (1964–2014) och Polismyndigheten (från 2015):

#### Myndighetschefer förRikspolisstyrelsen(1964-2014)

Rikspolischefens gradbeteckning till utgången av 2014.

| Nr |  | Namn                | Titel                                   | Tillträdde      | Avgick           | Ref          |
| -- |  | ------------------- | --------------------------------------- | --------------- | ---------------- | ------------ |
| 1  |  | Carl Persson        | Jurist (domare och ämbetsman)           | 1 juli 1964     | 31 mars 1978     |              |
| 2  |  | Holger Romander     | Jurist (domare och ämbetsman)           | 1 april 1978    | 31 december 1987 | [ 8 ]        |
| 3  |  | Nils Erik Åhmansson | Polischef och jurist                    | 1 januari 1988  | 19 oktober 1988  | [ 9 ] [ 10 ] |
| 4  |  | Björn Eriksson      | Civilekonom (ämbetsman)                 | 20 oktober 1988 | 28 februari 1996 | [ 11 ]       |
| 5  |  | Sten Heckscher      | Jurist (domare, statsråd och ämbetsman) | 1 mars 1996     | 31 december 2004 | [ 12 ]       |
| 6  |  | Stefan Strömberg    | Jurist (domare och ämbetsman)           | 1 januari 2005  | 31 december 2007 | [ 13 ]       |
| 7  |  | Bengt Svenson       | Polischef och jurist                    | 1 januari 2008  | 31 december 2014 | [ 14 ]       |

#### Myndighetschefer förPolismyndigheten(2015-)

Rikspolischefens gradbeteckning från och med 2015.

| Nr |  | Namn             | Titel                         | Tillträdde       | Avgick           | Ref    |
| -- |  | ---------------- | ----------------------------- | ---------------- | ---------------- | ------ |
| 8  |  | Dan Eliasson     | Jurist (ämbetsman)            | 1 januari 2015   | 15 februari 2018 | [ 15 ] |
| 9  |  | Anders Thornberg | Polis                         | 15 februari 2018 | 30 november 2023 | [ 16 ] |
| 10 |  | Petra Lundh      | Jurist (domare och ämbetsman) | 1 december 2023  | sittande         | [ 1 ]  |